# Listă de libelule din România
Lista speciilor de libelule din România include peste 80 de specii descrise, inclusiv specii posibile pentru România fiind găsite la distanță relativ mică de granițele țării (*) și specii semnale în România dar, arealul acestora exclude prezența lor pe teritoriul țării nefiind semnalări în lucrări noi și/sau nu se regăsesc în citări sau colecții (**).

## SubordinulZygoptera

### FamiliaCalopterygidae
- Calopteryx (Leach, 1815)
  - Calopteryx splendens (Harris, 1782)
  - Calopteryx virgo (Linnaeus, 1758)

### FamiliaEuphaeidae
- Epallage (Charpentier, 1840)
  - Epallage fatime (Charpentier, 1840) (*)

### FamiliaLestidae
- Lestes (Leach, 1815)
  - Lestes barbarus (Fabricius, 1798)
  - Lestes dryas (Kirby, 1890=
  - Lestes macrostigma (Eversmann, 1836)
  - Lestes parvidens (Artobolevsky, 1929)
  - Lestes sponsa (Hansemann, 1823)
  - Lestes virens (Charpentier, 1825)
  - Lestes viridis (Vander Linden, 1825)
- Sympecma (Burmeister, 1839)
  - Sympecma fusca (Vander Linden, 1820)
  - Sympecma paedisca (Brauer, 1882) (*)

### FamiliaCoenagrionidae
- Ceriagrion (Selzs, 1876)
  - Ceriagrion tenellum (de Villers, 1789) (**)
- Coenagrion (Kirby, 1890)
  - Coenagrion armatum (Charpentier, 1840)
  - Coenagrion caerulescens (Fonscolombe, 1838) (**)
  - Coenagrion hastulatum (Charpentier, 1825)
  - Coenagrion lunulatum (Charpentier, 1840)
  - Coenagrion mercuriale (Charpentier, 1840) (**)
  - Coenagrion ornatum (Selys, 1850) 
  - Coenagrion puella (Linnaeus, 1758) 
  - Coenagrion pulchellum (Vander Linden, 1825)
  - Coenagrion scitulum (Rambur, 1842)
- Enallagma (Charpentier, 1840)
  - Enallagma cyathigerum (Charpentier, 1840)
- Erythromma (Charpentier, 1840)
  - Erythromma lindenii (Selys, 1840)
  - Erythromma najas (Hansemann, 1823)
  - Erythromma viridulum (Charpentier, 1840)
- Ischnura (Charpentier, 1840)
  - Ischnura elegans (Vander Linden, 1820)
  - Ischnura pumilio (Charpentier, 1825)
- Nehalennia (Selys, 1850)
  - Nehalennia speciosa (Charpentier, 1840)
- Pyrrhosoma (Charpentier, 1840)
  - Pyrrhosoma nymphula (Sulzer, 1776)

### FamiliaPlatycnemididae
- Platycnemis (Burmeister, 1839)
  - Platycnemis pennipes (Pallas, 1771)

## SubordinulAnisoptera

### FamiliaAeshnidae
- Aeshna (Fabricius, 1775)
  - Aeshna affinis (Vander Linden, 1820)
  - Aeshna caerulea (Stroem, 1783) (*)
  - Aeshna cyanea (Müller, 1764)
  - Aeshna grandis (Linnaeus, 1758)
  - Aeshna isoceles (Müller, 1767)
  - Aeshna juncea (Linnaeus, 1758)
  - Aeshna mixta (Latreille, 1805)
  - Aeshna subarctica (Walker, 1908)
  - Aeshna viridis (Eversmann, 1836) (*)
- Anax (Leach, 1815)
  - Anax ephippiger (Burmeister, 1839)
  - Anax imperator (Leach, 1815)
  - Anax parthenope (Selys, 1839)
- Brachytron (Evans, 1845)
  - Brachytron pratense (Müller, 1764)
- Caliaeschna (Selys, 1883)
  - Caliaeschna microstigma (Schneider, 1845) (*)

### FamiliaGomphidae
- Gomphus (Leach, 1815)
  - Gomphus flavipes (Charpentier, 1825)
  - Gomphus pulchellus (Selys, 1840 (**)
  - Gomphus vulgatissimus (Linnaeus, 1758)
- Onychogomphus (Selys, 1854)
  - Onychogomphus forcipatus (Linnaeus, 1758)
  - Onychogomphus uncatus (Charpentier, 1840) (**)
- Ophiogomphus (Selys, 1854)
  - Ophiogomphus cecilia (Fourcroy, 1785)

### FamiliaCordulegastridae
- Cordulegaster (Leach, 1815)
  - Cordulegaster bidentata (Selys, 1843)
  - Cordulegaster boltonii (Donovan, 1807) (**)
  - Cordulegaster heros (Theischinger, 1979)
  - Cordulegaster picta (Selys, 1854) (*)
  - Cordulegaster insignis (Schneider, 1845)

### FamiliaCorduliidae
- Cordulia (Leach, 1815)
  - Cordulia aenea (Linnaeus, 1758)
- Epitheca (Burmeister, 1839)
  - Epitheca bimaculata (Charpentier, 1825)
- Somatochlora (Selys, 1871)
  - Somatochlora alpestris (Selys, 1840)
  - Somatochlora arctica (Zetterstedt, 1840)
  - Somatochlora flavomaculata (Vander Linden, 1825)
  - Somatochlora meridionalis (Nielsen, 1935)
  - Somatochlora metallica (Vander Linden, 1825)

### FamiliaLibellulidae
- Crocothemis (Brauer, 1868)
  - Crocothemis erythraea (Brullé, 1832)
  - Crocothemis servilia (Drury, 1773) (**)
- Leucorrhinia (Brittinger, 1850)
  - Leucorrhinia caudalis (Charpentier, 1840) (*)
  - Leucorrhinia dubia (Vander Linden, 1825)
  - Leucorrhinia pectoralis (Charpentier, 1825)
- Libellula (Linnaeus, 1758)
  - Libellula depressa (Linnaeus, 1758)
  - Libellula fulva (Müller, 1764)
  - Libellula quadrimaculata (Linnaeus, 1758)
- Orthetrum (Newman, 1833)
  - Orthetrum albistylum (Selys, 1848)
  - Orthetrum brunneum (Fonscolombe, 1837)
  - Orthetrum cancellatum (Linnaeus, 1758)
  - Orthetrum coerulescens (Fabricius, 1798)
- Sympetrum (Newman, 1833)
  - Sympetrum danae (Sulzer, 1776)
  - Sympetrum depressiusculum (Selys, 1841)
  - Sympetrum flaveolum (Linnaeus, 1758)
  - Sympetrum fonscolombii (Selys, 1840)
  - Sympetrum meridionale (Selys, 1841)
  - Sympetrum pedemontanum (Allioni, 1766)
  - Sympetrum sanguineum (Müller, 1764)
  - Sympetrum striolatum (Charpentier, 1840)
  - Sympetrum vulgatum (Linnaeus, 1758)